# Abbaye de Fontenay
Pour les articles homonymes, voir Fontenay.
Ne doit pas être confondu avec Chartreuse de Notre-Dame de Fontenay.
L'abbaye de Fontenay est une abbaye cistercienne (aujourd'hui désaffectée) fondée en 1118 sur la commune française de Marmagne, dans le département de la Côte-d'Or et la région Bourgogne-Franche-Comté. Elle est située à la confluence de la combe Saint-Bernard et de la vallée du ruisseau de Fontenay.
Elle est la plus ancienne abbaye cistercienne conservée, caractéristique par son dépouillement dans l'ornementation. Elle est classée au titre des monuments historiques depuis 1862, et inscrite au patrimoine mondial de l'UNESCO en 1981.

## Histoire
L'abbaye de Fontenay est fondée en 1118 par saint Bernard de Clairvaux, et reçoit le nom de Fontenay car le site comporte de nombreuses sources. Elle est consacrée par le pape cistercien Eugène III le 21 septembre 1147 en présence de dix cardinaux, huit évêques et de nombreux abbés du jeune Ordre, dont celui de Clairvaux.
- Le premier abbé est Geoffroy de La Roche-Vanneau, proche de saint Bernard, dont il était cousin et l’un des compagnons lorsque celui-ci entra à Cîteaux, et également l’un des premiers moines de Clairvaux. Il bénéficia toute sa vie de la confiance de Bernard de Clairvaux. Geoffroy de La Roche-Vanneau démissionne en 1126 pour revenir à Clairvaux, où il remplace le prieur Humbert, parti fonder l'Abbaye Notre-Dame d'Igny[7]. Il deviendra ensuite évêque de Langres de 1139 à 1162 (date incertaine) où Bernard de Clairvaux l’installa à l'issue de « la tempête de Langres »[8], avant de se retirer à Clairvaux pour y mourir en 1165.
- Son successeur est Guillaume d’Épiry (de Spiriaco), autre parent de saint Bernard de Clairvaux. Sous son abbatiat, en 1131, Fontenay fonde l’abbaye des Écharlis. Il reçoit, vraisemblablement en 1145, Ébrard ou Éverard de Calne, évêque de Norwich consacré le 21 juin 1121, ancien chapelain du roi Henri Ier Beauclerc, qui se retire à Fontenay, peut-être pour expier des aliénations du temporel épiscopal[9],[10]

- Le troisième abbé est Arnaud de Bourgogne (vers 1154-1162). Bien qu'absent des généalogies ducales, certains auteurs font de lui un fils du duc Hugues II de Bourgogne, et donc un frère du duc Eudes II de Bourgogne, de Henri, évêque d'Autun et de Gautier, évêque de Langres[11].
- En 1170 une bulle du pape Alexandre III confirme l'abbaye dans ses biens et permet aux moines d'élire un abbé. Aux XIIe et XIIIe siècles, l'abbaye est très prospère, les moines y développent des activités métallurgiques et sidérurgiques. À cette époque un hôtel particulier est bâti à Montbard pour l'abbé : le Petit Fontenet, qui sera plus tard occupé par Buffon.
- En 1259, Saint Louis exempte l'abbaye de tout prélèvement fiscal.
- En 1269, Fontenay devient abbaye royale : Les rois Jean II, puis Charles VIII, et Louis XII confirmeront ce statut.

Malgré cette protection royale, l'abbaye est pillée à plusieurs reprises pendant les guerres qui ravagent la Bourgogne mais jouit d'une influence croissante jusqu'au XVIe siècle. À partir de cette période, l'instauration du régime de la « commende », supprimant l'élection des abbés par les moines au profit de bénéficiaires choisis par l'autorité  royale, marque le début de son déclin.
À partir du XVIIIe siècle, l'abbaye de Fontenay n'est plus que l'ombre de ce qu'elle avait été : les moines sont obligés, faute de moyens financiers pour l'entretenir, de détruire le réfectoire. L'hôtel particulier de Montbard, le Petit Fontenet est vendu en 1768 au naturaliste Buffon qui y installe sa bibliothèque et son laboratoire de chimie. La Révolution ne chasse qu'une dizaine de moines de l'abbaye.
En 1791, l'abbaye est vendue pour 78 000 francs, avec toutes ses terres à Claude Hugot qui, profitant des installations hydrauliques des moines, la transforme en papeterie, elle le reste pendant près d'un siècle.
En 1820, elle devient la propriété d'Élie de Montgolfier (de la famille des inventeurs de la montgolfière).

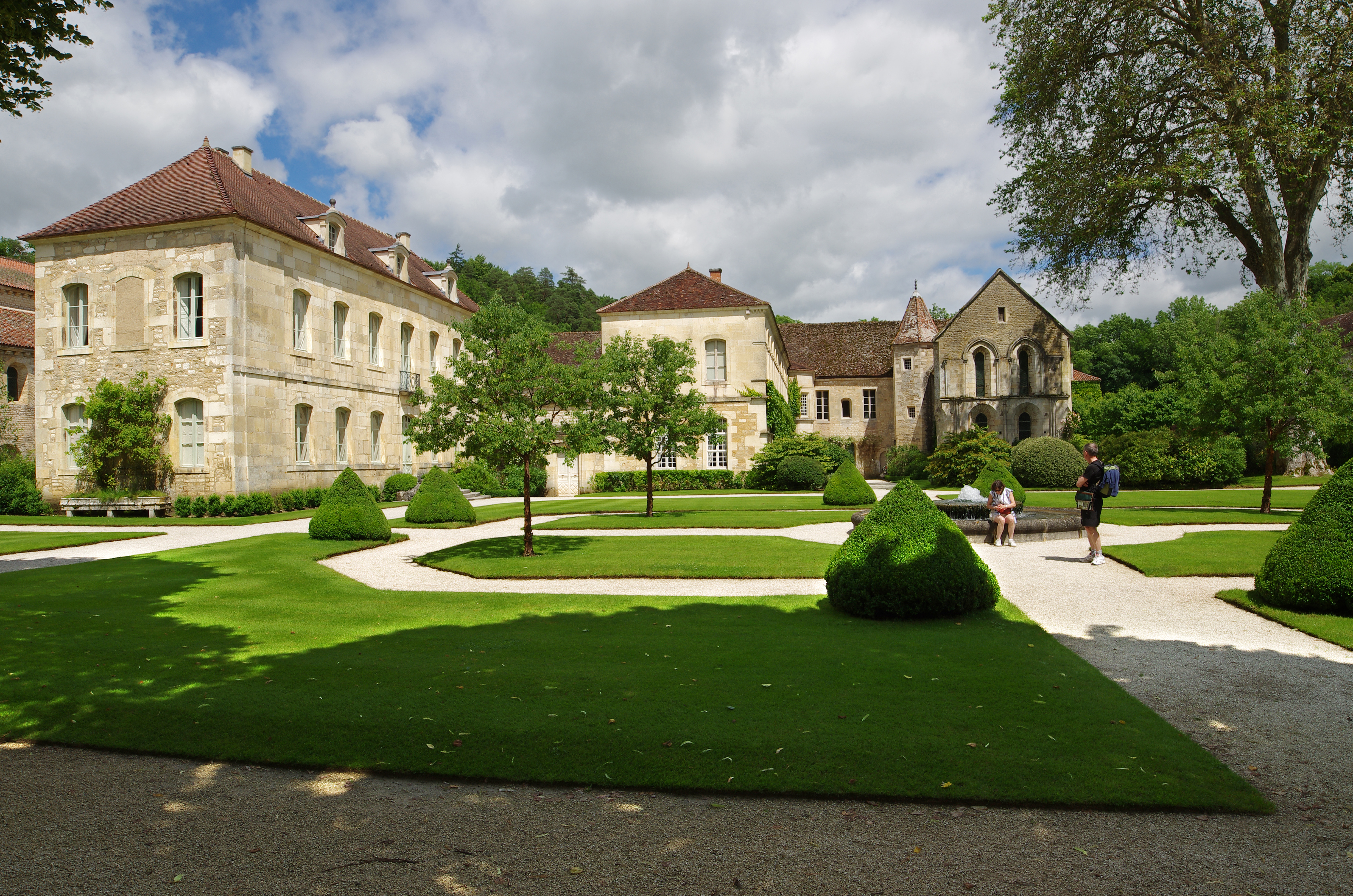
De gauche à droite : le logis abbatial des années 1740 qui remplaça le cellier et le réfectoire des convers, le réfectoire, la prison et l'église.

En 1906, l'abbaye est rachetée par le banquier lyonnais et amateur d'art Édouard Aynard ; sa petite fille Christine Aynard, qui sera plus tard connue en tant qu'Andrée Putman, future architecte d'intérieur et designeuse de réputation internationale, y passe enfant la plupart de ses étés, ce qui nourrit ses premières perceptions esthétiques. Entre 1905 et 1911 de grands travaux de restauration sont entrepris pour lui rendre son aspect médiéval. Les usines sont démolies, le sol de l'église dégagé sur 80 cm et l'aile gauche du cloître est remontée pierre par pierre.
En 1981, le propriétaire des lieux étant Hubert Aynard (1924-2024), l'abbaye est inscrite au patrimoine mondial de l'UNESCO.
En 2006, elle est toujours entre les mains de la famille Aynard. Ouverte au public, on peut en visiter une grande partie.
En 2018, une messe de dédicace a été concélébrée par Roland Minnerath, archevêque de Dijon, et dom Olivier Quenardel, abbé de Cîteaux, pour fêter le 900e anniversaire de la fondation de l'abbaye.

## Liste des abbés
Source : Gallia Christiana.

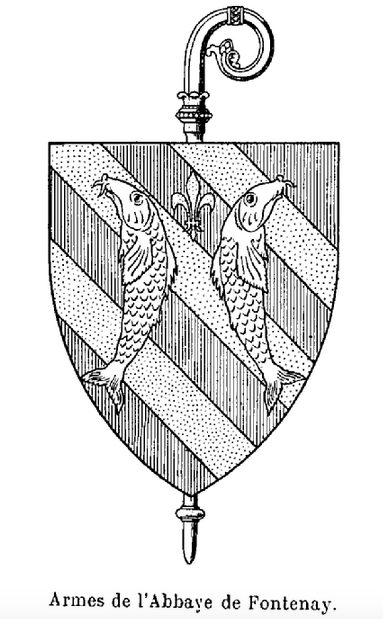
Armes de l'abbaye de Fontenay.

- 1119-1126 : Geoffroy de La Roche-Vanneau, cousin de Bernard de Clairvaux[12]
- 1126-1154 : Guillaume Ier d’Epiry
- 1154-1163 : Arnaud de Bourgogne
- 1163-1165 : Raoul Ier
- 1165-1167 : Hugues
- 1167-1170 : Guillaume II de Montbard
- 1170-1186 : Bernard Ier
- 1186-1194 : Justin
- 1194-1196 : Jean Ier
- 1196-1202 : Hubert
- 1202-1206 : Bernard II
- 1206-1210 : Pierre Ier
- 1210-1219 : Guillaume III
- 1219-1234 : Aymon
- 1234-1252 : Martin
- 1252-1269 : Guillaume IV
- 1269-1274 : Raoul II
- 1274-1295 : Eudes
- 1295-1305 : Renaud
- 1305-1328 : Pierre II
- 1328-1340 : Guillaume V de Montbard
- 1340-1350 : Jean II
- 1350-1361 : Evrard
- 1361-1378 : Roger
- 1378-1417 : Nicolas
- 1417-1433 : Jean III de Laignes
- 1433-1438 : Guillaume VI
- 1438-1440 : Jean IV de Fontanet
- 1440-1460 : Simon Evrard
- 1460-1462 : Jean V Frouard de Courcelles (1)
- 1462-1466 : Jean VI de Baigneux
- 1466-1492 : Jean V Frouard de Courcelles (2)
- 1492-1497 : Jean VII Foucard
- 1497-1498 : Marc d’Illyes
- 1498-1519 : Philibert Foucaud
- 1519-1525 : Charles Ier de Baissey
- 1525-1530 : René de La Trémoïlle de Bresche
- 1530-1547 : Jacques Ier de Jaucourt
- 1547-1561 : cardinal Claude de Longwy de Givry
- 1561-1567 : Jean VIII de La Brosse
- 1567-1578 : cardinal Louis Ier de Lorraine-Guise
- 1578-1584 : Edmond de Lage
- 1584-1594 : François Ier de Foix-Candale
- 1594-1??? : Dominique Ier de Nogaret de La Valette d’Epernon
- 1???-1610 : Dominique II de Sinèse
- 1610-1610 : Louis II de Bauffremont
- 1610-1614 : Charles II de Pérusse des Cars
- 1614-1679 : Charles III de Ferrières de Sauveboeuf
- 1679-1709 : Annet de Coustin de Manasdau
- 1709-1723 : Jean-Marie de Coustin de Manasdau
- 1723-1729 : François II Sanguin de Livry
- 1729-1735 : Antoine-François de Blisterwijk de Montcley
- 1735-1750 : Joseph-André de Zaluski
- 1744-1750 : Vacance
- 1750-1786 : Jacques II Joseph-François de Vogüé
- 1786-1790 : Louis III Abel de Bonafous

## Les bâtiments ouverts à la visite

### L'église abbatiale

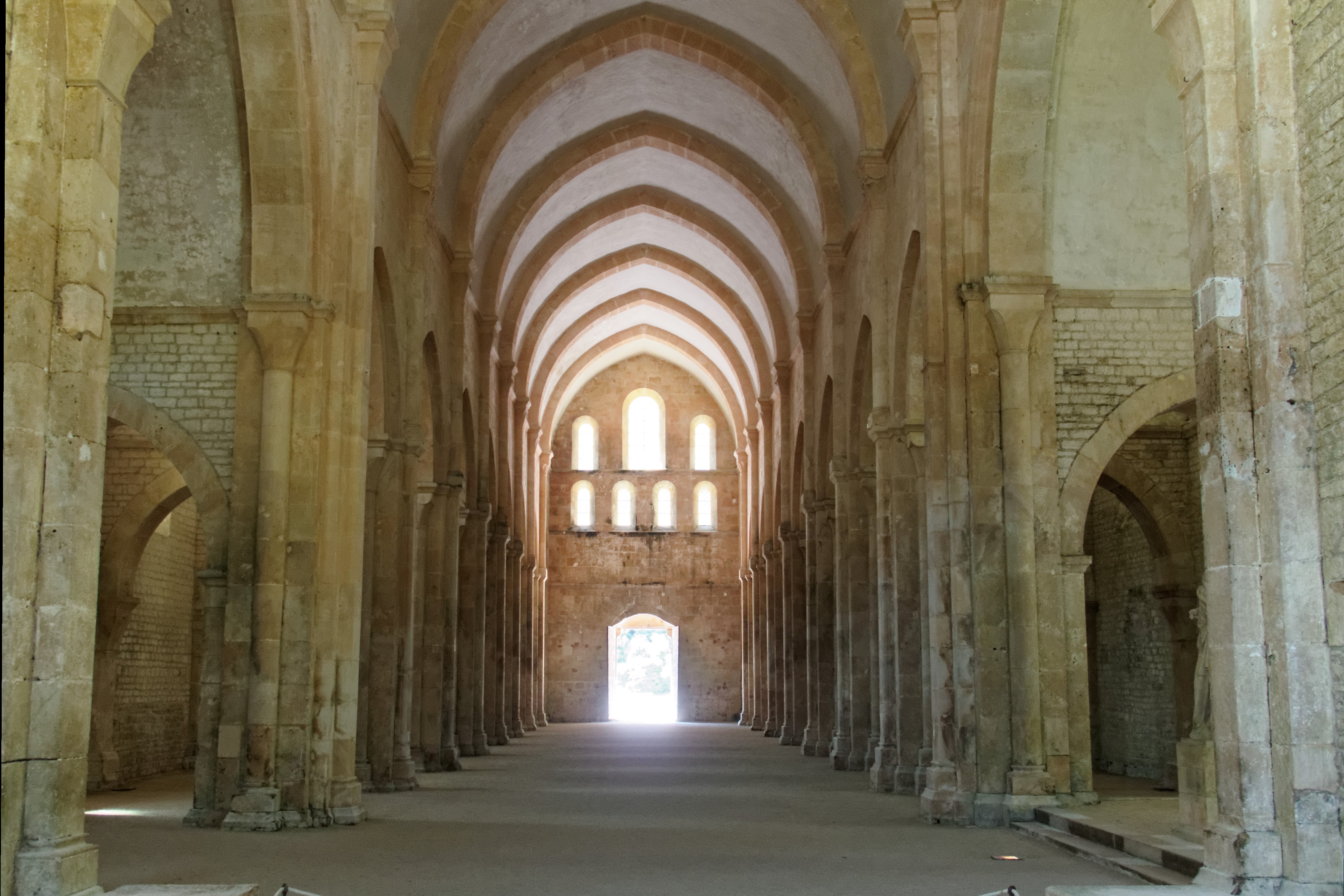
Intérieur de l'église abbatiale.

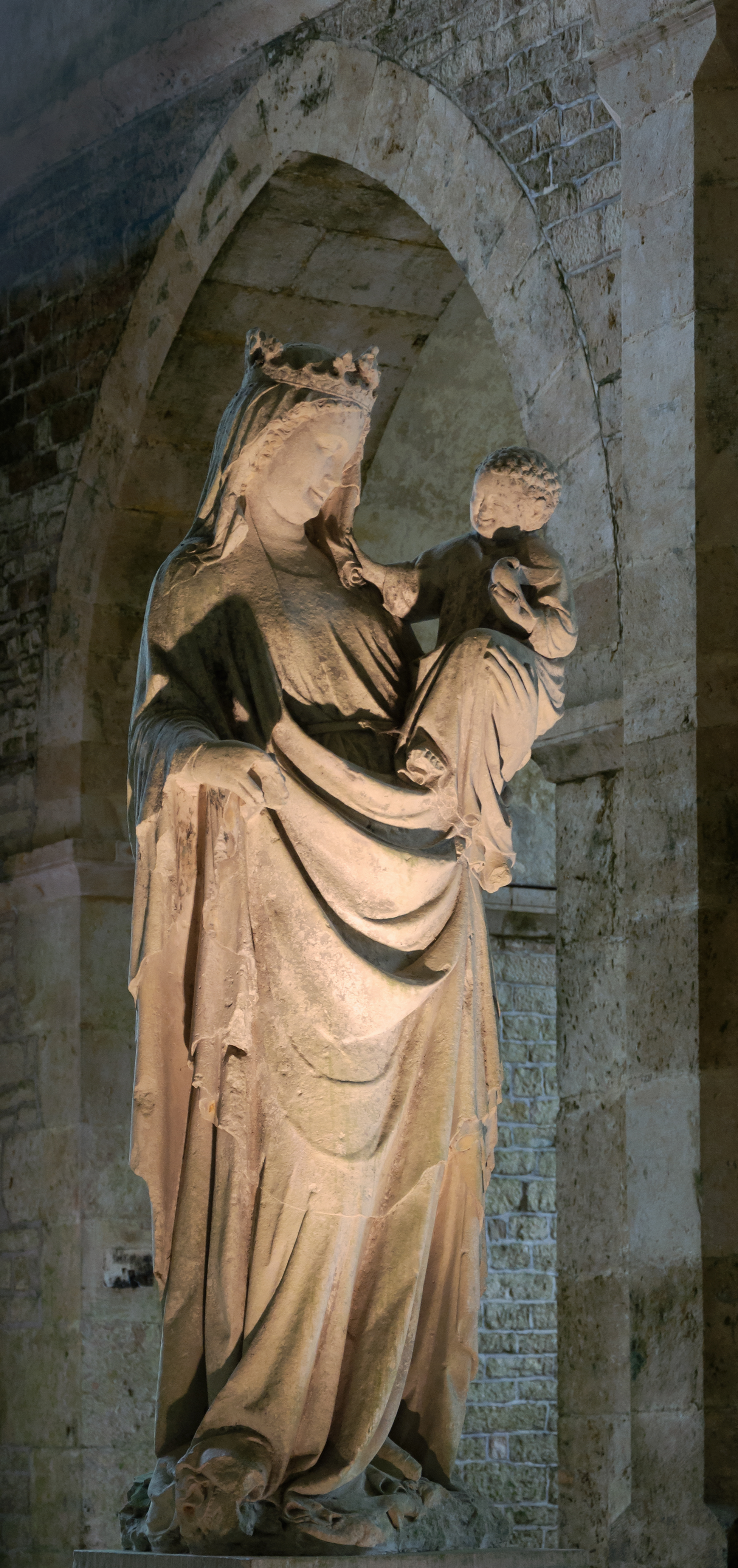
Vierge à l'Enfant.

Elle a été construite de 1127 à 1150 selon un plan cruciforme et des proportions qui lui valent d'être considérée comme une église-type de l'architecture cistercienne. Elle mesure 66 mètres de long, le transept mesurant 19 mètres. La nef de 8 m de large, est flanquée de deux bas-côtés. Les grandes arcades sont en berceau brisé, reposant sur des colonnes aux chapiteaux à décor lancéolé avec un faible relief, respectant ainsi la sobriété cistercienne.
Le chœur, de forme carrée, est plus bas que la nef. Le pavage est fait de céramiques, qui recouvraient auparavant l'ensemble du sol de l'édifice.
Au Moyen Âge, la façade était précédée d'un porche. À l'intérieur, on peut admirer une Vierge à l'Enfant datant du XIIIe siècle. Cette statue fut longtemps exposée aux intempéries dans le cimetière de Touillon (commune voisine de l'abbaye). La Vierge porte l'enfant Jésus sur son bras gauche, il entoure le cou de sa mère de son bras droit et tient sur sa poitrine une colombe aux ailes déployées avec sa main gauche. Nul autre mobilier n'est visible, les stalles originales ayant été abîmées par l'humidité, obligeant à un relèvement du sol de près d'un mètre à la fin du XVIIIe siècle.

### Le cloître

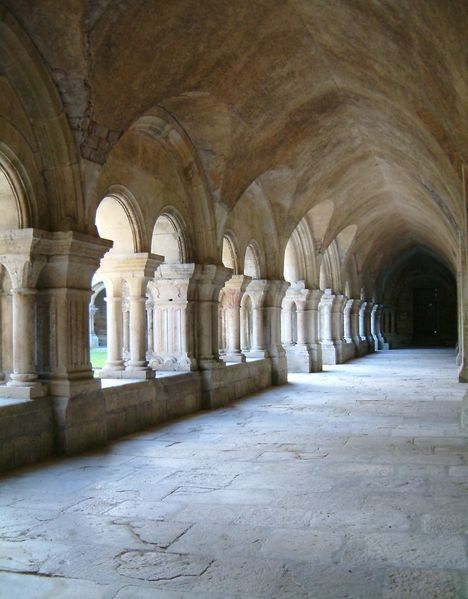
Le cloître est une galerie couverte encadrant la cour du monastère.

Il s'agit d'une des parties les plus remarquables du site. Il mesure trente-six mètres sur trente-huit, les quatre galeries, tout en conservant une grande unité, présentent certaines différences de construction. Elles sont composées chacune de huit travées formant archivolte et doubles arcades reposant sur des piliers avec doubles colonnettes à chapiteaux lancéolés.
C'est le cœur de l'abbaye, car c'est là que les moines s'adonnaient  à la lecture spirituelle et que se déroulaient les processions ainsi que le lavement des pieds ritualisé. La galerie située à l'est menait les moines aux offices, à la salle capitulaire et à son extrémité sud, au dortoir par escalier de jour. En 1911, lors de travaux, on y découvrit l’armarium, un placard creusé dans le mur où étaient rangés les livres liturgiques d'usage courant ainsi que d'autres utilisés par les moines pour leur Lectio divina.
La galerie sud est la galerie du réfectoire. Elle contenait un lavabo, disparu depuis, côté cour, en face de la porte du réfectoire.

### La salle capitulaire (ou chapitre)
C'est là qu'étaient prises les décisions concernant la communauté après lecture d'un chapitre de la Règle de Saint Benoît, commenté par le Père Abbé.
Elle s'ouvre sur la galerie est du cloître par une grande arcade cintrée, flanquée de chaque côté d'une double baie.
À l'origine la salle capitulaire était parfaitement carrée, elle était formée de trois larges travées voûtées d'ogive et reposant sur des colonnettes; la troisième travée fut détruite par un incendie vers 1450. Au début du XXe siècle, on a abattu la cloison entre la salle capitulaire et le parloir. Les clés de voûte sont ornées par un motif floral simple.

### La salle des moines
Dans le prolongement de la salle capitulaire et du parloir, se trouve la salle des moines. Cette grande salle, recouverte de douze voûtes d'ogives formant six travées, mesure trente mètres de long. Elle était affectée à des tâches diverses ; c'est sans doute dans l'une de ses parties que les moines copistes recopiaient et enluminaient les manuscrits.

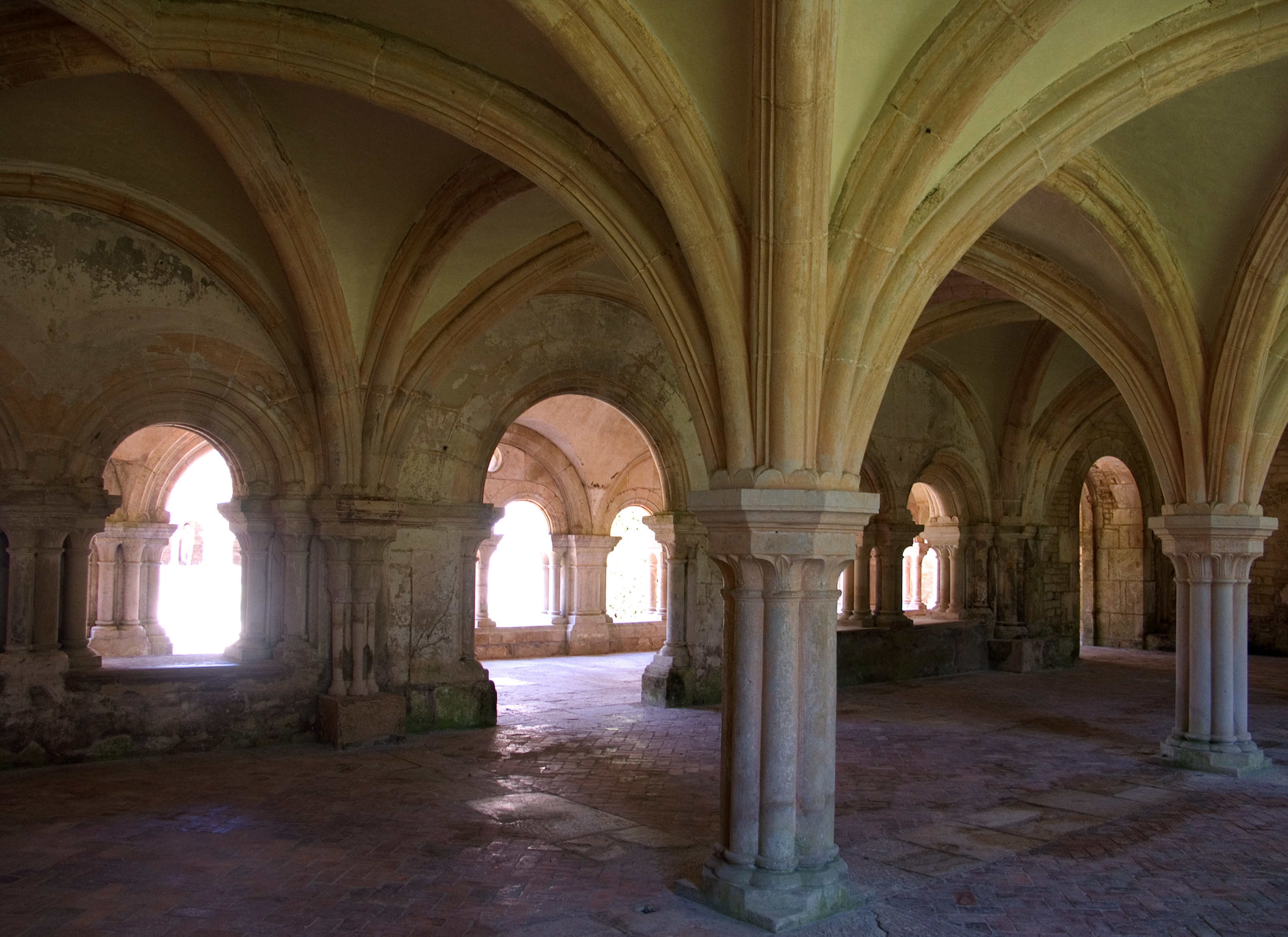
La salle capitulaire.
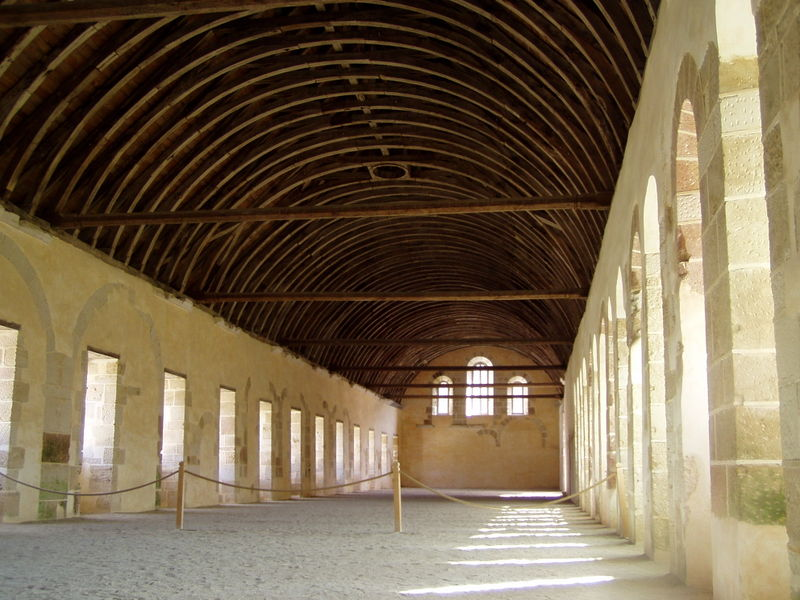
Le dortoir.
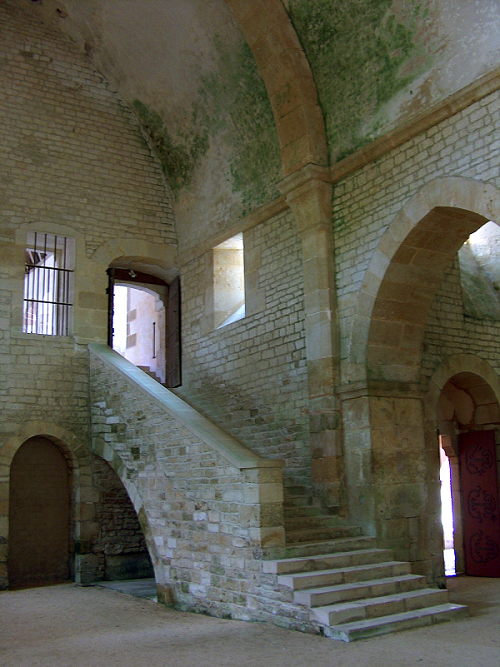
L'escalier de nuit menant du dortoir à l'église.
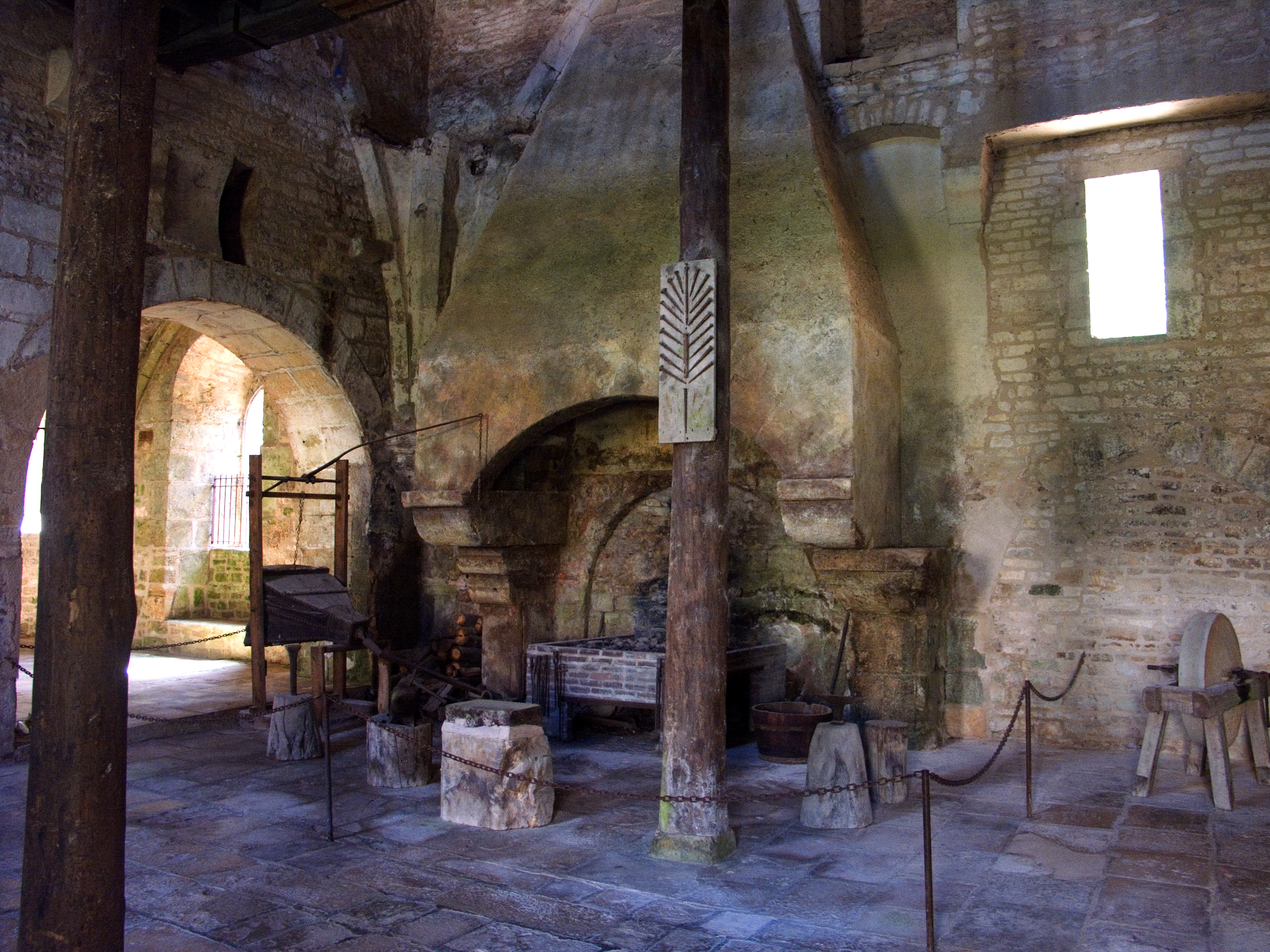
La forge.
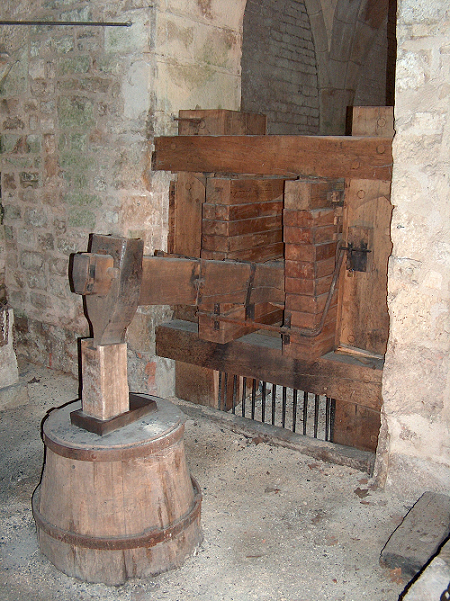
Le marteau à bascule (martinet) de la forge.

### Le dortoir
Le dortoir occupe tout l'étage du bâtiment des moines, au-dessus des différents locaux de la galerie Est. Il est desservi par un escalier à chaque extrémité. Au nord, l'escalier de nuit permettait de descendre directement dans l'église pour l'Office de Matines. Le dortoir fut incendié au XVe siècle, et la charpente remplacée par celle que l'on peut admirer de nos jours et qui a une forme de coque de navire renversé. Dans la règle de Saint Benoît, on trouve des prescriptions détaillées relatives au dortoir.

### La forge
Le bâtiment se trouve à la limite sud de la propriété, il mesure cinquante-trois mètres de long sur treize mètres cinquante, sur voutes d'ogives reposant sur des colonnes centrales et aux murs sur des culots en pyramide tronquée. Il a été construit par les moines à la fin du XIIe siècle.
Le bâtiment est traditionnellement interprété comme une forge où l'on travaillait le minerai provenant de la colline au-dessus du monastère. Il n'existe cependant aucune évidence écrite, architecturale ou archéologique à l'appui de cette interprétation. Des comparaisons architecturales suggèrent plutôt une interprétation comme bâtiment de brassage ou de cuisson.

## Bâtiments abbatiaux extérieurs à l’enceinte actuelle (certains non visitables)

### L'enfermerie

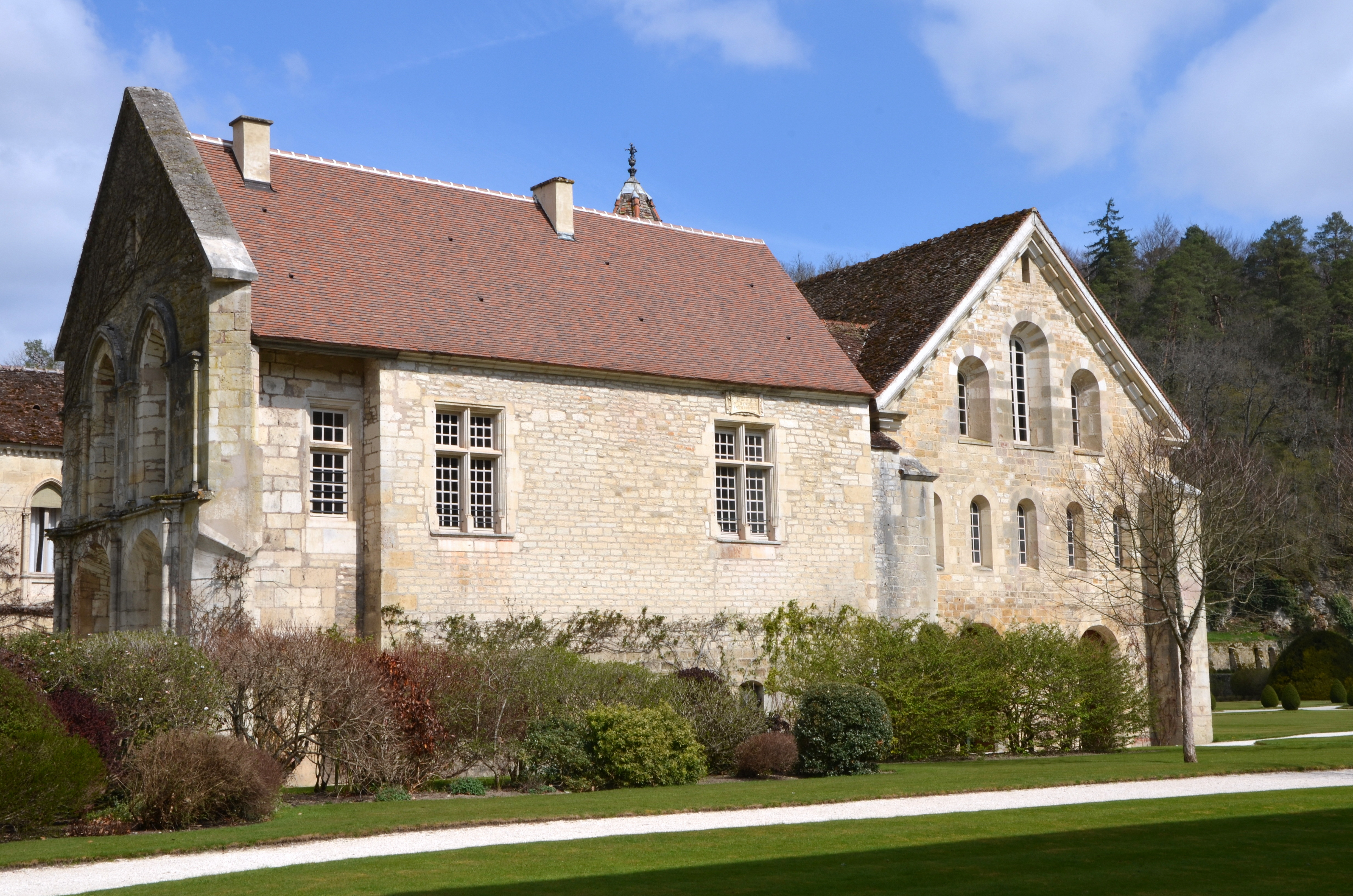
L'enfermerie.

Isolé à l'extrémité du dortoir, ce petit bâtiment du XVIe siècle est souvent considéré, de par son nom comme une ancienne prison. Il est vrai que les abbés avaient droit de haute et basse justice sur les terres de l'abbaye. Certains préfèrent y voir un lieu où l'on conservait (« enfermait ») les biens les plus précieux de l'abbaye, livres ou objets de culte. Le mur pignon de cette construction n'est autre que l'unique élément subsistant du réfectoire du XIIIe siècle.

### La galerie Seguin
Datant de 1850, ce bâtiment, situé à l'emplacement de l'ancien réfectoire et des cuisines, fut édifié par Marc Seguin, gendre d'Élie de Montgolfier. Important scientifique français du XIXe siècle, Marc Seguin construisit notamment les premiers chemins de fer en France.

### Le logis abbatial et la «maison rouge»
En retrait du bâtiment XIXe siècle, cet élégant édifice de la première moitié du XVIIIe siècle était le logement des abbés commendataires, nommés par le roi, lorsque Fontenay passa sous le régime de la commende en 1547. Habitations coquettes, ces bâtiments sont loin de la rigueur cistercienne.

### Le colombier et le chenil

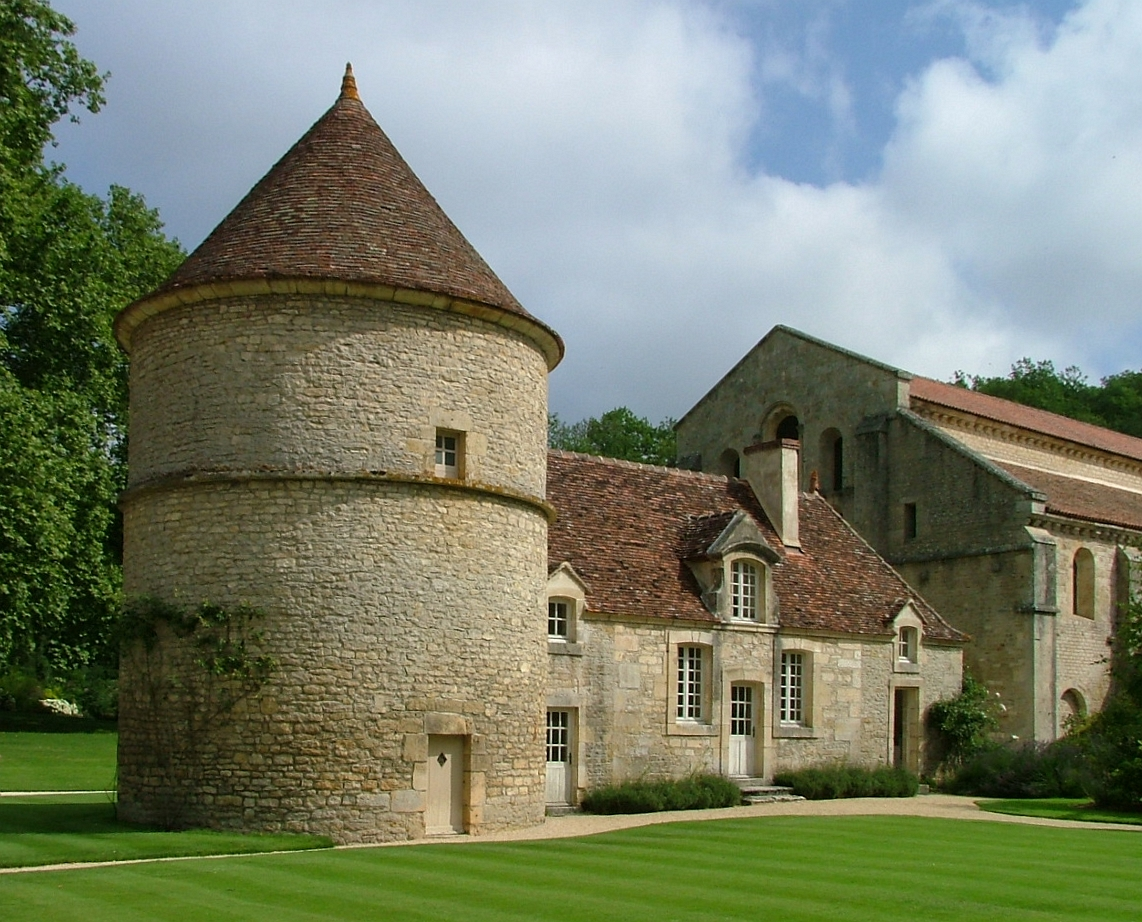
Le colombier.

À gauche du palais abbatial, le colombier borde le chemin qui mène à l'église. Les murs de sa tour ont plus d'un mètre d'épaisseur et sa construction doit remonter au XIIe ou XIIIe siècle. De l'autre côté du chemin, deux sculptures de chiens rappellent l'emplacement de l'ancien chenil. Les chiens des ducs de Bourgogne qui chassaient dans la forêt y étaient en pension.

### L'infirmerie
En sortant dans le jardin par la porte située entre la salle du chapitre et la salle des moines, on aperçoit l'infirmerie et sa terrasse, construction du XVIIIe siècle dont les murs remontent à la fondation de l'abbaye. Les moines cultivaient les plantes médicinales à proximité de ce bâtiment.

### La chapelle des étrangers et la boulangerie

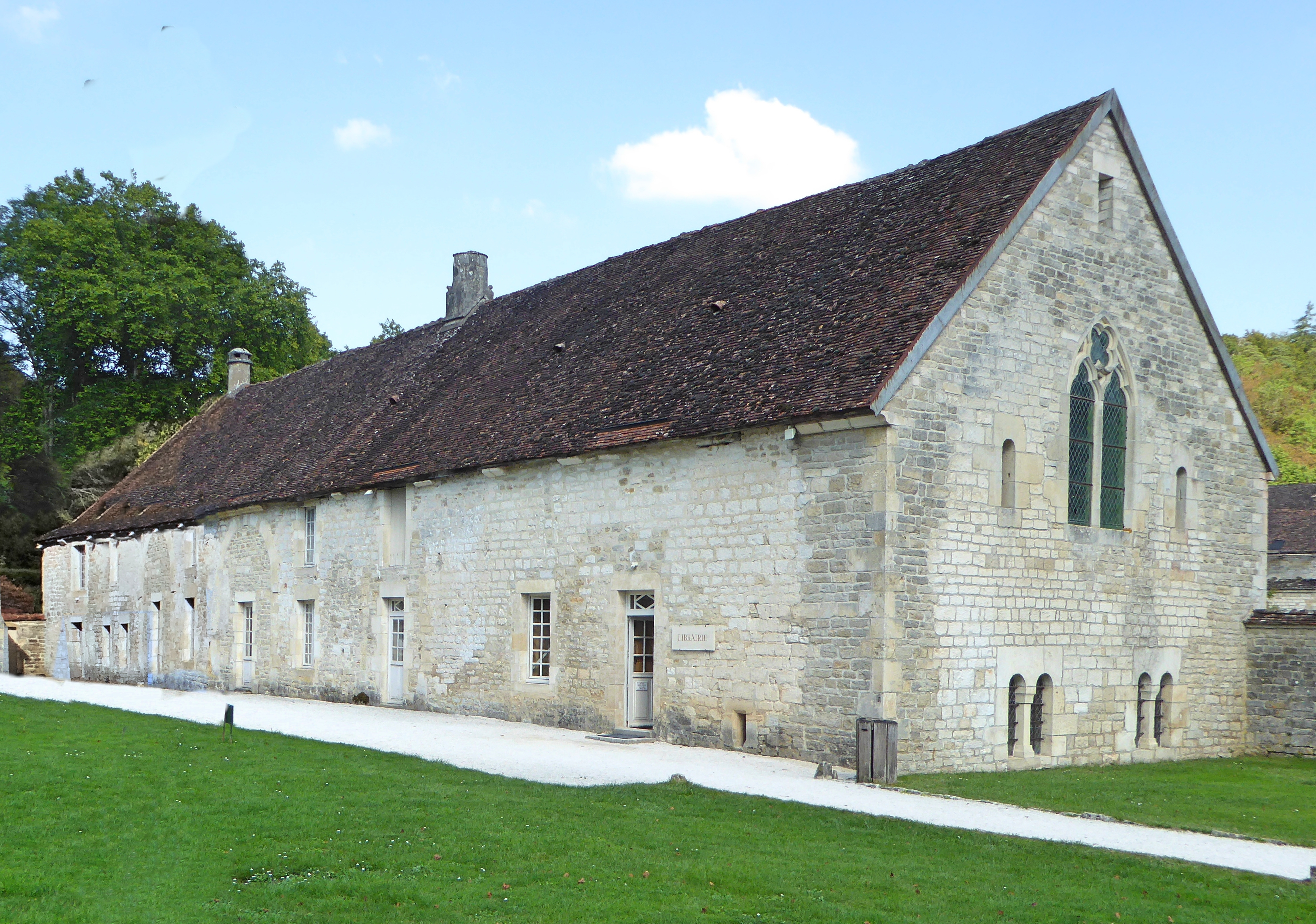
L'actuelle librairie et le musée lapidaire.

Le grand bâtiment qui abrite l'actuelle librairie et le musée lapidaire de l'abbaye date du XIIIe siècle. C'était la chapelle des étrangers qui n'avaient pas le droit de pénétrer dans l'enceinte monastique. La boulangerie, à l'extrémité nord, conserve encore son ancienne cheminée cylindrique.

### La porterie et l'hôtellerie
Surmonté d'un étage reconstruit au XVe siècle, c'était le logement du frère portier. À droite de l'escalier, on distingue la niche du chien et le trou dans le mur par lequel il pouvait passer la tête. À droite de la porterie, l'hôtellerie occupait une partie du bâtiment actuel.

## Patrimonialité
L'abbaye est classée au titre des monuments historiques depuis 1862, et inscrite au patrimoine mondial de l'UNESCO en 1981.
L'administration postale française a émis un timbre la représentant en 1977.

## Films tournés dans l'abbaye

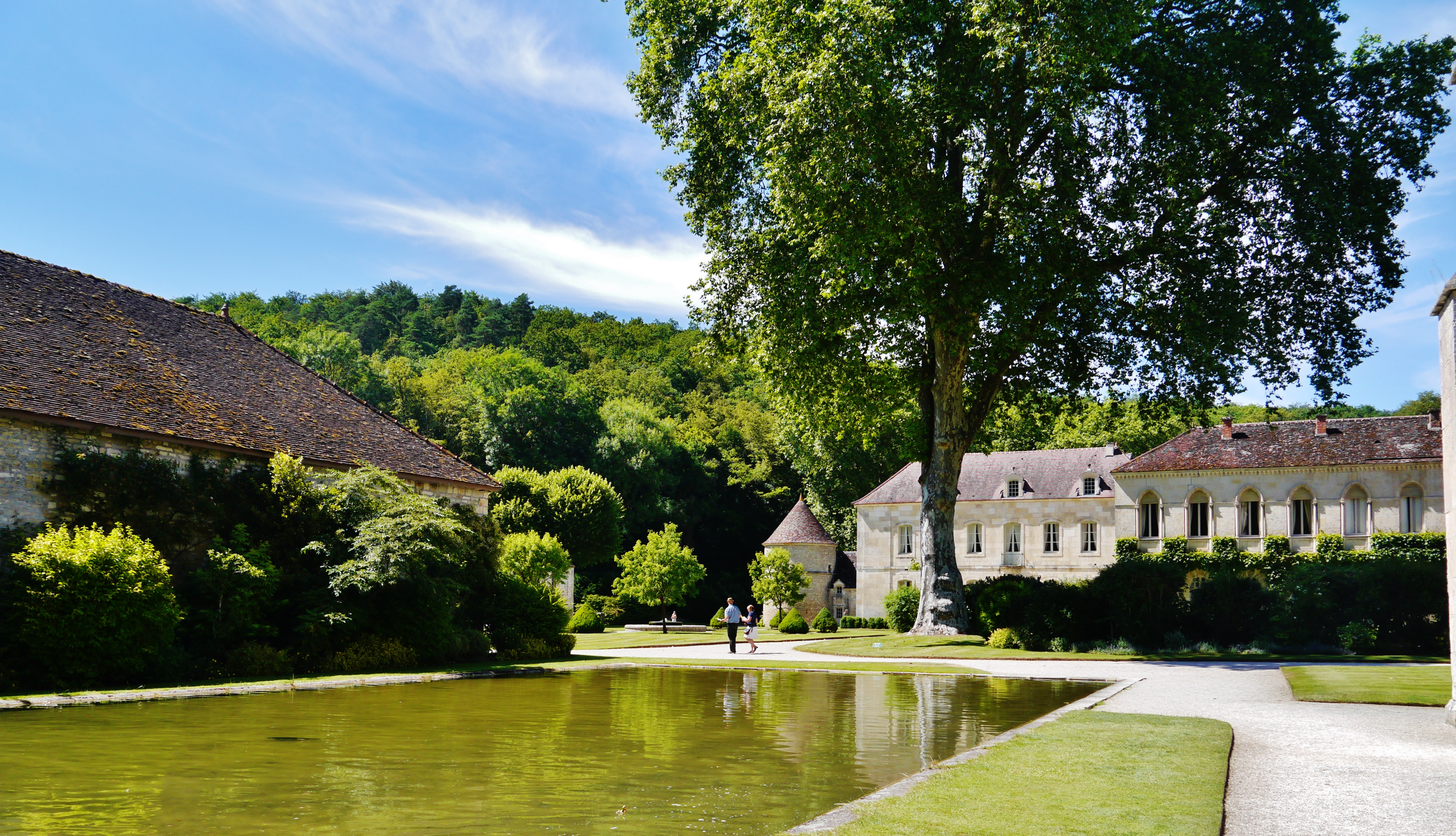

- 1964 : Angélique, marquise des anges
- 1990 : Cyrano de Bergerac
- 1990 : L'Enfant des loups
- 2009 : La Marquise des ombres
- 2024 : Une amitié dangereuse

### Documentaire
En 2018, une équipe de l'émission Secrets d'Histoire tourne plusieurs séquences à l'abbaye dans le cadre d'un numéro consacré à Blanche de Castille, intitulé Blanche de Castille, la reine mère a du caractère..., diffusé le 5 juillet 2018 sur France 2,.

### Sources et bibliographie
- Louis André, L'Abbaye de Fontenay. De saint Bernard au patrimoine mondial, Paris : Belin-Herscher, 2003, 157-XVI p. (Les destinées du patrimoine)
- L. Aquilina, P. Baptiste et J.-P. Deroin, « Étude géologique des matériaux de construction de la forge de l’abbaye de Fontenay (Bourgogne, France) », dans Paul Benoît et Denis Cailleaux, Moines et métallurgie dans la France médiévale, Paris : A.E.D.H.E. : Picard, 1991, p. 299-314
- Jean-Baptiste Auberger, Mystère de Fontenay : la spiritualité de saint Bernard en majesté, St-Léger-Vauban : Ed. Zodiaque, 2001, 176 p. (La voie lactée)
- Lucien Bégule, L'Abbaye de Fontenay et l'architecture cistercienne, Lyon : A. Rey, 1912, 133 p. lire en ligne sur Gallica
- Lucien Bégule et Hubert Aynard, L'Abbaye de Fontenay et l'architecture cistercienne, 6e éd., Malakoff : H. Laurens, 1984 (1913), 78 p.
- Lucien Bégule, L'Abbaye de Fontenay et l'architecture cistercienne, Paris : H. Laurens, [1913], V-135 p. (Petites monographies des grands édifices de la France). lire en ligne sur Gallica
- Paul Benoît, « Un site industriel médiéval : l'abbaye de Fontenay », dans Mémoires de la commission des antiquités de la Côte-d'Or, 34 (1984-1986 (1988)), p. 219-247
- Paul Benoît, « La forge de l'abbaye de Fontenay », dans Dossiers : histoire et archéologie, 107 (juill.-août 1986), p. 50-52
- Paul Benoît, « Les mines de Fontenay », dans Benoît (Paul) et Cailleaux (Denis), Moines et métallurgie dans la France médiévale, Paris : A.E.D.H.E. : Picard, 1991, p. 289-298
- (de) Paul Benoît et Monique Wabont, « Mittelalterliche Wasserversorgung in Frankreich. Eine Fallstudie : Die Zisterzienser », dans Klaus Grewe et Clemens Kosch (éd.), Die Wasserversorgung im Mittelalter, Mainz : P. von Zabern, 1991 (Geschichte der Wasserversorgung, 4), p. 185-226.
- Paul Benoît, Jean-Paul Deroin, Claude Lorenz et Jacqueline Lorenz, « Environnement géologique du minerai de fer de Fontenay (Côte-d’Or) : son exploitation au Moyen Âge », dans Les techniques minières de l’Antiquité au 18e siècle : actes du colloque international sur les ressources minières et l’histoire de leur exploitation de l’Antiquité à la fin du 18e siècle réuni dans le cadre du 113e Congrès national des sociétés savantes (Strasbourg, 5-9 avril 1988), Paris, éd. du CTHS, 1992, p. 133-148
- Paul Benoît, Ivan Guillot et Christophe Deschamps, « Minerai et métallurgie à Fontenay », dans Paul Benoît et Denis Cailleaux, Moines et métallurgie dans la France médiévale, Paris : A.E.D.H.E. : Picard, 1991, p. 275-288
- Pierre Bourgeois, Abbaye Notre-Dame de Fontenay, monument du patrimoine mondial : architecture et histoire, Begrolles-en-Mauges : Abbaye de Bellefontaine, 2000, 2 vol., 238, 416 p.
- Denis Cailleaux, « La restauration de l'abbaye de Fontenay (1906-1911) », dans Bulletin archéologique du C.T.H.S., 1983 (1987) (nouv. sér., fasc. 19 A), p. 69-95
- Denis Cailleaux, « Un système de canalisations souterraines à l'abbaye de Fontenay (Côte-d'Or) », dans Actes de la journée d'étude des sous-sols bâtis, 7 juillet 1987, Vézelay : Les Amis de Vézelay, 1988, p. 216.
- Denis Cailleaux, « Enquête sur les bâtiments industriels cisterciens : l'exemple de Preuilly », dans Bulletin de la Société nationale des antiquaires de France, (1991), p. 151-164
- Denis Cailleaux, « Enquête monumentale sur la forge de l'abbaye de Fontenay et les bâtiments industriels cisterciens. Premiers résultats », dans Paul Benoît et Denis Cailleraux, Moines et métallurgie dans la France médiévale, Paris : A.E.D.H.E. : Picard, 1991, p. 315-352
- Denis Cailleaux, « Archéologie monumentale à l'abbaye de Fontenay : le bâtiment de la forge », dans Archéologie, monastère et territoire en Bourgogne : XXXIIIe journées archéologiques régionales (Cluny, 15-16 mai 1993), Dijon : Direction régionale des affaires culturelles, 1993 (Cahiers archéologiques de Bourgogne, 4), p. 41-43
- Denis Cailleaux, « La “salle du moulin” à la forge de l'abbaye de Fontenay (Côte-d'Or, France) », dans Léon Pressouyre et Paul Benoît, éd., L'hydraulique monastique : milieux, réseaux, usages, Paris : Créaphis, 1996, p. 401-411
- Charles Grégoire, « Everard, évêque de Norwich, “bâtisseur” de l'abbatiale cistercienne de Fontenay », Cîteaux, 43 (1992), p. 418-425
- Dominique Stutzmann, « La sobriété ostentatoire : l'esthétique cistercienne d'après les manuscrits de Fontenay », dans Culture et patrimoine cisterciens. Colloque du vendredi 12 juin 2009, Paris: Collège des Bernardins, 2009, p. 46-86 (Parole et Silence / Cours, colloques et conférences, 4)